# George Steele
William James Myers (Detroit, Míchigan; 16 de abril de 1937–Cocoa Beach, Florida; 16 de febrero de 2017) fue un luchador profesional y ocasional actor estadounidense, más conocido por su nombre artístico George "The Animal" Steele. Steele es famoso por su carrera en la World Wrestling Federation.

## Carrera
Después de obtener una licenciatura en ciencias en la Universidad Estatal de Míchigan y un máster en la Universidad de Míchigan Central, Myers se convirtió en entrenador de lucha amateur, profesor y entrenador de fútbol en la Madison High School en Míchigan, donde sería en miembro del Michigan Coaches Hall of Fame.

### Circuito independiente (1962-1968)

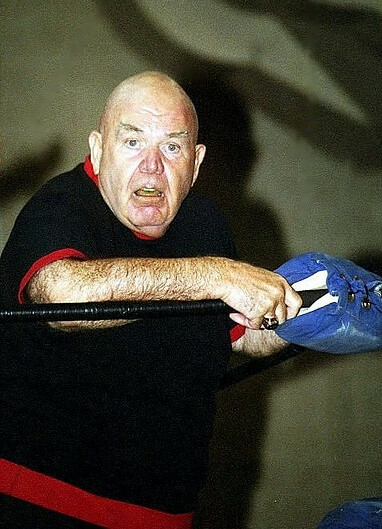
George Steele subiendo al ring.

Myers tendría su primera experiencia en la lucha libre cuando comenzó a competir en el circuito independiente de Detroit bajo una máscara y haciéndose llamar The Student para complementar sus ingresos. Allí conoció al campeón de la World Wide Wrestling Federation Bruno Sammartino, quien le invitó al popular programa de TV Studio Wrestling en Pittsburgh. Fue entonces cuando dejó la máscara y adoptó el nombre de George Steele, sugerido por Johnny DeFazio en honor a "The Steel City", el nombre por el que era conocida Pittsburg.

### World Wide Wrestling Federation / World Wrestling Federation (1968-1989)
Después de trabajar con Sammartino, Steele fue contactado por la World Wide Wrestling Federation, que le contrató. George hizo su debut en la empresa contra Bruno, siendo introducid por Ray Morgan como el (kayfabe) sobrino de Ray Steele, lo que le valió el apoyo del público. Su gimmick, sustentado por el nuevo nombre de George "The Animal" Steele, era el de un hombre salvaje de gran ferocidad, caracterizado por morder a sus oponentes durante las luchas y por rajar el acolchado del turnbuckle para golpear a sus rivales contra el interior metálico. Myers, que poseía abundante vello en la espalda y los hombros, se teñía la lengua de verde con caramelos de menta Cloret para dar un aspecto más intimidante, rasgos que daban complementaban su personaje, y que hacían especular a los comentaristas si George podía ser el eslabón perdido. Su frase más famosa, pronunciada en cualquier entrevista que le hacían, era una incoherente línea que sonaba como "duh-da-dahh", para dar cuenta de su salvajismo. Dicha frase surgió de una discusión con Vince McMahon en la que este le pedía a Myers abandonar sus elocuentes promos y adoptar una pose más salvaje, lo que un frustrado William resolvió soltando la frase, esperando irritar a McMahon; pero este, al oírla, apreció su interpretación y estableció el estilo para el resto de su carrera.
Steele compitió extensamente los siguientes años, continuando su enfrentamiento con Sammartino, pero siendo relegado a un feudo con Chief Jay Strongbow, teniendo enfrentamientos también con Edouard Carpentier. Aunque originalmente actuaba como heel, Steele se convirtió en uno de los luchadores más populares de la anterior "era WrestleMania" de los años 80, de modo que se volvió oficialmente face en Saturday Night's Main Event, cuando sus compañeros en un combate por equipos Nikolai Volkoff & Iron Sheik le abandonaron a su suerte ante sus oponentes, Ricky Steamboat & The U.S. Express (Barry Windham & Mike Rotunda), lo que llevó a Steele a pasar al bando de Capt. Lou Albano. A pesar de ello, su estilo de lucha no cambió, perdiendo numerosas veces por descalificación por sus incontrolados ataques. Su feudo más famoso fue contra "Macho Man" Randy Savage, después de que Steele se enamorase de la valet de Savage, Miss Elizabeth. El feudo estaba destinado a finalizar con la derrota de Steele en un par de meses, pero resultó tan aclamado poe los fanes que duró hasta bien entrado 1987. En 1988, Steele comenzó a llevar al ring un muñeco de peluche azul llamado "Mine" (mío), que era lo que George respondía cuando lo entevistaban. 
A finales de 1989 Myers se retiró debido a la enfermedad de Crohn.

### Apariciones esporádicas (1997-2010)

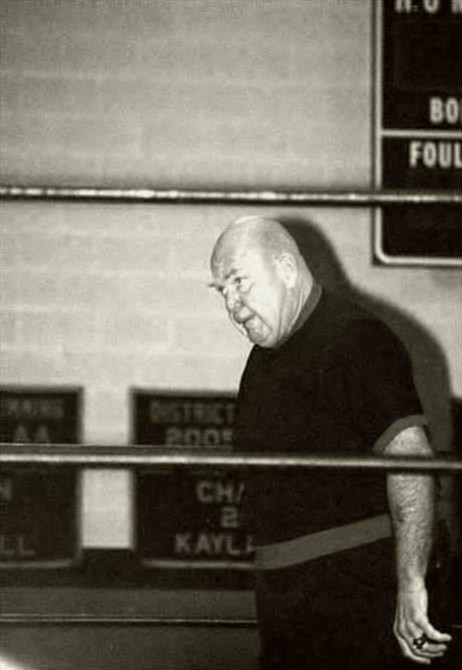
George Steele en un evento de 2009.

El 29 de diciembre de 1997, Steele apareció en Raw is War como el compañero de Taka Michinoku en su combate contra Jerry Lawler & Brian Lawler, causando la derrota por descalificación de su equipo al atacar brutalmente a Jerry y Brian.
En 1999, Steele volvió como parte de los Oddities (Golga, Kurrgan & Giant Silva) en un feudo con The Headbangers (Mosh & Thrasher). Steele fue introducido por los Oddities durante el show del 14 de diciembre de Heat, dentro de un gran regalo ofrecido a Mosh y Thasher, que fueron atacados por George cuando este emergió del paquete. El 29 de diciembre, también en Heat, Steele derrotó a Mosh para que Oddities ganasen una oportunidad por el Universal Tag Team Championship, un campeonato falso introducido por The Headbangers, que Golga & Kurrgan acabaron ganando. Tras ello, Oddities entraron en un feudo con The Disciples Of Apocalypse (8-Ball & Skull) & Too Much (Brian Christopher & Scott Taylor), perdiendo contra ellos 2 veces antes de ser liberados de su contrato.
El 10 de enero de 2000, George Steel apareció en un episodio de WCW Monday Nitro como una de las tres leyendas a las que Jeff Jarret tuvo que enfrentarse.
El 8 de junio de 2008, Steele hizo una aparición en TNA Slammiversary como un padrino en la boda de Black Machismo Jay Lethal y SoCal Val, junto con Koko B. Ware, Kamala, y Jake "The Snake" Roberts.
El 15 de noviembre de 2010, Steele apareció en RAW durante un combate entre Kofi Kingston y David Otunga. En él, Steele apareció y comenzó a morder el esquinero, lo que distrajo a Otunga y permitió a Kingston tomar la victoria.
Falleció el 16 de febrero de 2017 a la edad de 79 años, debido a problemas de salud.

## En lucha
- Movimientos finales
  - Animal Clutch[1] (Lifting hammerlock)[1]
  - Running powerslam[8]

- Movimientos de firma
  - Armbar
  - Belly to belly shoulderbreaker
  - Big boot
  - Big splash
  - Mordisco al brazo o la pierna del oponente[1]
  - Múltiples turnbuckle smashes, usualmente tras rajar el acolchado con los dientes[1]
  - Running headlock turnbuckle smash
  - Scoop slam

- Managers
  - Oddities (Golga, Kurrgan & Giant Silva) (c/Luna Vachon)

## Campeonatos y logros
- Cauliflower Alley Club
  - Other honoree (2004)

- Georgia Wrestling Alliance
  - GWA Heavyweight Championship (1 time)

- National Wrestling Alliance
  - NWA World Tag Team Championship (Detroit version) (1 time) — con Frankie Laine

- Pro Wrestling Illustrated
  - Situado en el Nº267 en los PWI 500 de 2003[9]
  - Situado en el Nº267 dentro de los 500 mejores luchadores de la historia - PWI Years, 2003[10]

- World Wrestling Federation
  - WWF Hall of Fame (Clase de 1995)
  - Slammy Award por Mejor Actuación de un Animal (1987)

- Wrestling Observer Newsletter awards
  - Most Embarrassing Wrestler (1987, 1988)
  - Peor Feudo del Año (1987) vs Danny Davis
  - Peor Equipo (1986) — con Junkyard Dog

## Filmografía
| Título  | Papel       | Año  |
| Ed Wood | Tor Johnson | 1994 |